# 道の駅つぐ高原グリーンパーク
道の駅つぐ高原グリーンパーク（みちのえき つぐこうげん グリーンパーク）は、愛知県北設楽郡設楽町津具字東山にある愛知県道10号設楽根羽線の道の駅である。

## 沿革
- 1989年7月20日 - つぐ高原グリーンパーク キャンプ場・バンガローオープン
- 1990年4月19日 - つぐ高原グリーンパーク開場式典
- 1991年4月26日 - パターゴルフ場竣工
- 1992年3月27日 - せせらぎ橋竣工
- 1993年10月9日 - オートキャンプ場（ウッディエリア）竣工
- 1994年6月21日 - オートキャンプ場（リバーサイドエリア）竣工
- 1994年8月4日 - 道の駅に登録、道の駅開駅

## 施設
- 駐車場
  - 普通車：51台
  - 身障者用：1台
  - EV：2台
- トイレ（いずれも24時間利用可能）
  - 男：大・2器、小・3器
  - 女：6器
  - バリアフリートイレ：1器
- 公衆電話
- 情報・観光案内コーナー
- お土産コーナー
- 軽食・喫茶
- キャンプ場

## 管理団体
- 設楽町 指定管理団体 : 一般社団法人設楽町公共施設管理協会[1]

## 休館日
- 毎週水曜・木曜日、年末年始（7・8月無休）

## アクセス
- 愛知県道10号設楽根羽線（通称：伊那街道・北設楽郡設楽町） - 登録路線

## 周辺
- 面ノ木園地
- 金龍寺枝垂桜
- 設楽町津具民俗資料館
- 文化資料展示センター